# Ибрагимово (Чишминский район)
Ибрагимово (баш. Ибраһим) — село в Чишминском районе Башкортостана, центр Ибрагимовского сельсовета.

## Географическое положение
Расстояние до:
- районного центра (Чишмы): 30 км,
- ближайшей ж/д станции (Чишмы): 30 км.

## Население
| 2002 | 2009 | 2010 |
| ---- | ---- | ---- |
| 355  | ↗375 | ↘344 |

Национальный состав
Согласно переписи 2002 года, преобладающая национальность — татары (90 %).

## Религия
В селе есть мечеть.

## Известные ибрагимовцы
- Абдулла Губайдуллович Гизатуллин (1904—1945), Герой Советского Союза.
- Хурамшин, Талгат Закирович (1932—2019), советский государственный и хозяйственный деятель, депутат Верховного Совета РСФСР 10-го созыва, Герой Социалистического Труда (1971).